# William Charles Good
Pour les articles homonymes, voir William Good et Good.
William Charles Good (24 février 1876-16 novembre 1967) est un homme politique canadien de l'Ontario. Il est député fédéral progressiste de la circonscription ontarienne de Brant de 1921 à 1925.

## Biographie
Né près de Brantford en Ontario, Good se joint à l'exécutif de la Farmers' Association en 1904. Défenseur de l'unité paysanne, il contribue à la fondation du Conseil canadien de l'agriculture en 1909 avec Ernest Charles Drury et Edward Alexander Partridge et aide également à la création du parti United Farmers of Ontario et de sa branche coopérative en 1914.
Membre du Parti progressiste du Canada, Good est élu député en 1921. Il ne se représente pas en 1925. Durant son passage à la Chambre des communes, il est un défenseur de la réforme électorale, de la réforme tarifaire, de la tempérance et de la réforme bancaire.
En juin 1922, il présente un projet de loi afin de d'introduire le vote à second tour instantané où plus de deux candidats sont en compétition et également permettre la création de circonscriptions plurinominales avec plusieurs membres afin d'obtenir une expérience apparentée à une représentation proportionnelle. Cependant, le projet n'est pas débattu et le Canada est maintenant l'un des rares grands pays à n'utiliser que le scrutin uninominal majoritaire à un tour dans ses élections.
Élu président de la Co-operative Union of Canada en 1921, il demeure en poste jusqu'en 1945. Il est aussi membre fondateur du Ginger Group, groupe de députés radicaux en 1924.
Une plaque honorifique est présente au Myrtleville House Museum de Brantford afin de commémorer le rôle de Good dans l'héritage ontarien.

## Archives
Le fonds d'archives William Charles Good est disponible à la Bibliothèque et Archives du Canada sous le numéro de référence R4238,.